# Fritz Kolbe

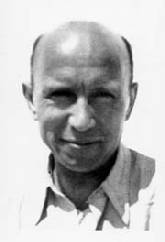
Fritz Kolbe, 1946/47

Fritz A. K. Kolbe (* 25. September 1900 in Berlin; † 16. Februar 1971 in Bern) war ein deutscher Beamter, der als Widerstandskämpfer in der Zeit des Nationalsozialismus und als unbezahlter Agent im Auswärtigen Amt unter dem Decknamen George Wood arbeitete und wegen der fehlenden späteren Rehabilitierung und Nichtwiedereinstellung nach dem Zweiten Weltkrieg besondere Bedeutung erlangte.
Er war ein Gegner des Nationalsozialismus im Allgemeinen und Adolf Hitlers im Besonderen, den er als Vaterlandsverräter bezeichnete. Er glaubte ferner, dass die Diktatur nur durch eine militärische Niederlage Deutschlands im Zweiten Weltkrieg beendet werden könne.

## Leben
Kolbe war der Sohn eines sozialdemokratischen Handwerkers. Er nahm an der Wandervogel-Bewegung teil. 1917 schloss er die Realschule ab. Nach seinem Militärdienst arbeitete er ab Januar 1919 als Sekretär der Reichsbahn. 1920 holte er sein Abitur an einem Abendgymnasium nach und studierte anschließend Volkswirtschaft und Sprachen (Englisch, Französisch, Spanisch) an der Handelshochschule und an der Universität Berlin. Danach absolvierte Kolbe eine sechsmonatige Ausbildung im Auswärtigen Dienst.

### Dienst im Auswärtigen Amt (1925–1945)
Kolbe war Laufbahnbeamter im mittleren Auswärtigen Dienst. 1933 wurde er Konsulatssekretär Erster Klasse in Madrid, anschließend in Warschau und Lissabon. Später beförderte man ihn zum Oberinspektor. Von 1938 bis 1939 war er als Vizekonsul in Kapstadt tätig, entschloss sich aber nach Kriegsbeginn Südafrika zu verlassen, weil deutsche Diplomaten unter zunehmender Beobachtung der britischen Regierung standen. Er ging zurück nach Deutschland, wo er im November 1939 eine Stelle in der Visa-Abteilung des Auswärtigen Amtes in Berlin annahm. Anfang 1941 wurde er Mitarbeiter des Botschafters zur besonderen Verwendung Karl Ritter, dem Verbindungsbeamten vom Auswärtigen Amt zum Oberkommando der Wehrmacht (OKW). Auf diese Weise erhielt Kolbe Zugang zu politischen und militärischen Verschlusssachen.
Nachdem eine Zusammenarbeit mit dem britischen Geheimdienst nicht zustande gekommen war, lieferte Kolbe, zum Teil unter Lebensgefahr, ab dem 19. August 1943 bis 1945 Kopien zahlreicher wichtiger Schriftstücke, darunter 1600 geheime Telegramme, an die Amerikaner. Sein Verbindungsmann dort war der OSS-Agent Allen Welsh Dulles, ein früherer Wirtschaftsanwalt, langjähriger Diplomat und Europakenner und der spätere Direktor der CIA – der Nachfolgeorganisation des OSS. Kolbe lehnte es stets ab, für seine Dienste Geld zu erhalten. Über das Umfeld von Ferdinand Sauerbruch, dessen Privatsekretärin Maria Fritsch mit ihm befreundet war und später Kolbes zweite Ehefrau wurde, hatte er auch Kontakte zum organisierten Widerstand. Kolbes Pläne, selber aktiv Widerstandsaktionen durchzuführen, wurden ihm von Dulles ausgeredet, der seine Dienste als Spion für weit wichtiger hielt.
Kolbe gab beispielsweise detaillierte Informationen zu den folgenden Themen weiter:
- Rückzug in der Ukraine
- Rohstofflieferungen via Spanien
- Dechiffrierung des amerikanischen Geheimcodes
- Shoa, insbesondere bereits vor den Deportationen aus Ungarn
- über den von den Deutschen erwarteten Ort der alliierten Landung am D-Day
- zum  V-Waffenprogramm
- über die Messerschmitt Me 262
- über die japanischen Pläne in Südostasien
- über den NS-Spion Elyesa Bazna, der als Butler in der britischen Botschaft in Ankara arbeitete

Die von Kolbe gelieferten Informationen hatten nicht die Wirkung, die sie hätten haben können, da die amerikanische Regierung lange befürchtete, er könne ein Doppelagent sein und Falschinformationen liefern.

### Zusammenarbeit mit den USA nach dem Krieg
Ab März 1945 blieb er bis Juli 1945 in Bern, kam dann nach Berlin zurück, wo er bis 1949 weiter für die US-Behörde Office of Military Government for Germany (OMGUS) arbeitete und dann versuchte, in die USA auszuwandern.
1950 wollte Kolbe ins Auswärtige Amt zurückkehren. Der Leiter des Personalreferats im Auswärtigen Amt, Wilhelm Melchers, hintertrieb jedoch dessen Anstellung. Die Unabhängige Historikerkommission um Eckart Conze fand Notizen Melchers, wonach Kolbe „unter keinen Umständen eingestellt werden“ dürfe und „ohne Bescheid bleiben“ solle. Auch die Weiterbezahlung des Übergangsgeldes, auf welches Kolbe als ehemaliger Beamter Anrecht gehabt hätte, unterblieb.
Kolbe ließ sich schließlich in der Schweiz, in der Nähe von Bern nieder. Vermittelt von Dulles, erhielt er eine kleine amerikanische Pension und verdiente sich als Vertreter für Motorsägen etwas Geld dazu.

## Gedenken

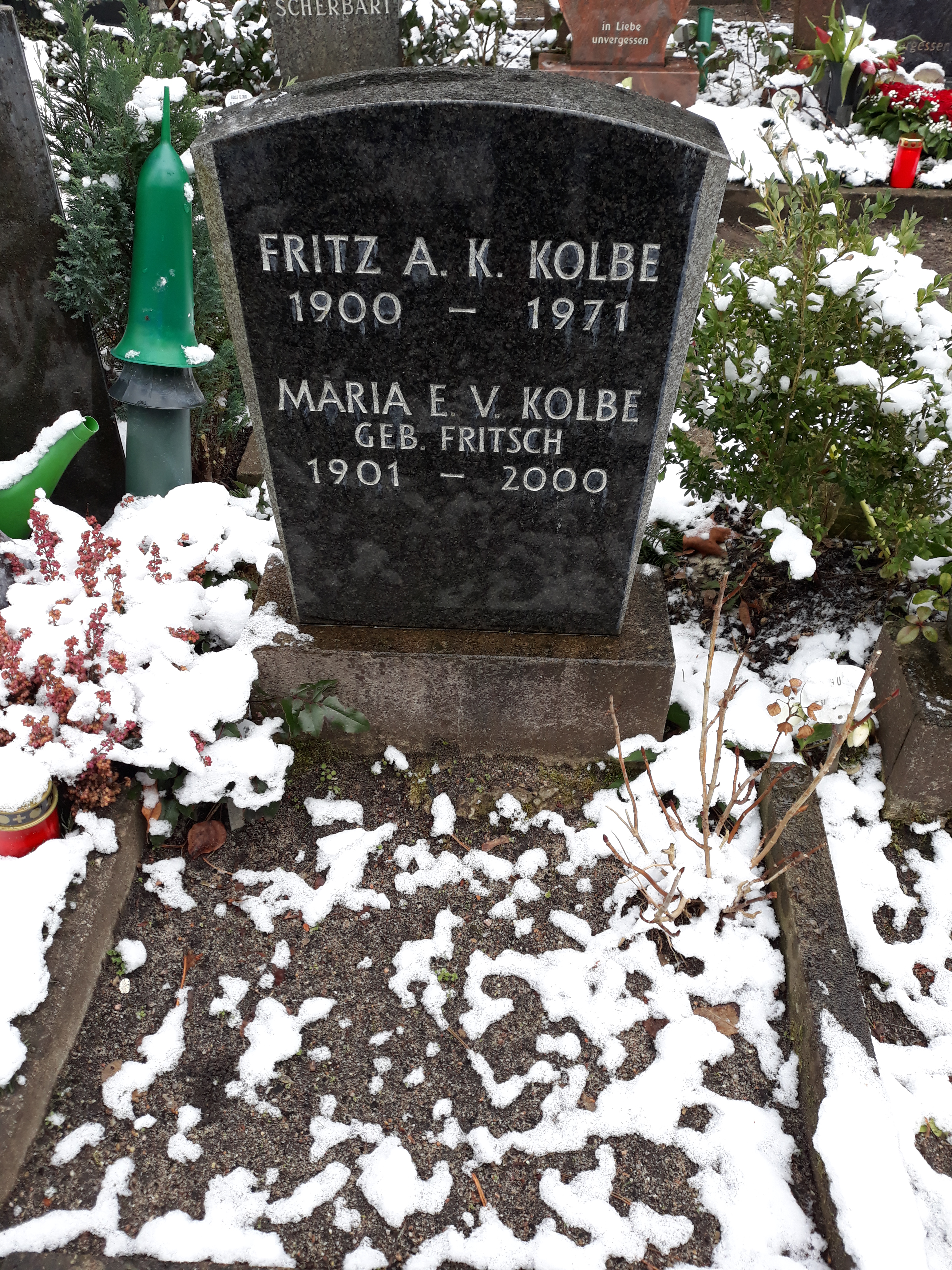
Das Grab von Fritz Kolbe und seiner Ehefrau Maria auf dem evangelischen Luisenkirchhof III in Berlin

Im Februar 1971 starb Kolbe an Gallenkrebs in Bern. Sein Grab liegt neben dem seiner zweiten Ehefrau, Maria Fritsch, auf dem Luisenfriedhof III in Berlin.
Erst im September 2004, fast 60 Jahre nach Ende des Zweiten Weltkriegs, wurde er offiziell durch Bundesaußenminister Joschka Fischer (etwa durch die Einweihung des Fritz-Kolbe-Saals im Auswärtigen Amt) von der Bundesrepublik geehrt. Im Auswärtigen Amt wird er seit 2004 als Widerstandskämpfer anerkannt, in der Gedenkstätte Deutscher Widerstand wird er seit 2005/2006 aufgeführt.

## Rezeption

### Bücher
2003 erschien eine vom Journalisten Lucas Delattre verfasste Biographie Kolbes in Frankreich, 2004 wurde die deutsche Übersetzung publiziert.
Im Jahr 2015 erschien der Roman Kolbe von Andreas Kollender über Fritz Kolbes Leben und Spionagetätigkeit.
Im Jahr 2019 erschien der Roman Die Spionin der Charité von Christian Hardinghaus, der Kolbes Spionagetätigkeiten aus der Sicht seiner Verlobten betrachtet.

### Film
- Rekruten des Kalten Krieges, Washington und der KGB. Dokumentarfilm, 2004, Produktion: WDR, arte, Sendung: 21. März 2004
- Der ungeliebte Patriot – Fritz Kolbe: Spion gegen Hitler. Dokumentation. Deutschland 2007, RBB, 50 Min., Buch und Regie: Reinhard Joksch, Produktion: RBB, arte[7]
- In der zweiten Staffel der TV-Serie Charité (Deutschland, 2019. UFA/ARD, 6 Folgen) wird Fritz Kolbe gespielt von Marek Harloff.[8]